# Demon core
Demon core (litt. « cœur de démon ») est le surnom donné à une masse subcritique de plutonium de 6,2 kg mesurant 8,5 cm de diamètre, qui fut source de deux brefs accidents de criticité au Laboratoire national de Los Alamos, en 1945 et en 1946. Son usage était prévu dans le cadre d'une troisième bombe pendant la Seconde Guerre mondiale, mais à la suite de la capitulation du Japon, elle fut utilisée pour des tests de criticité.

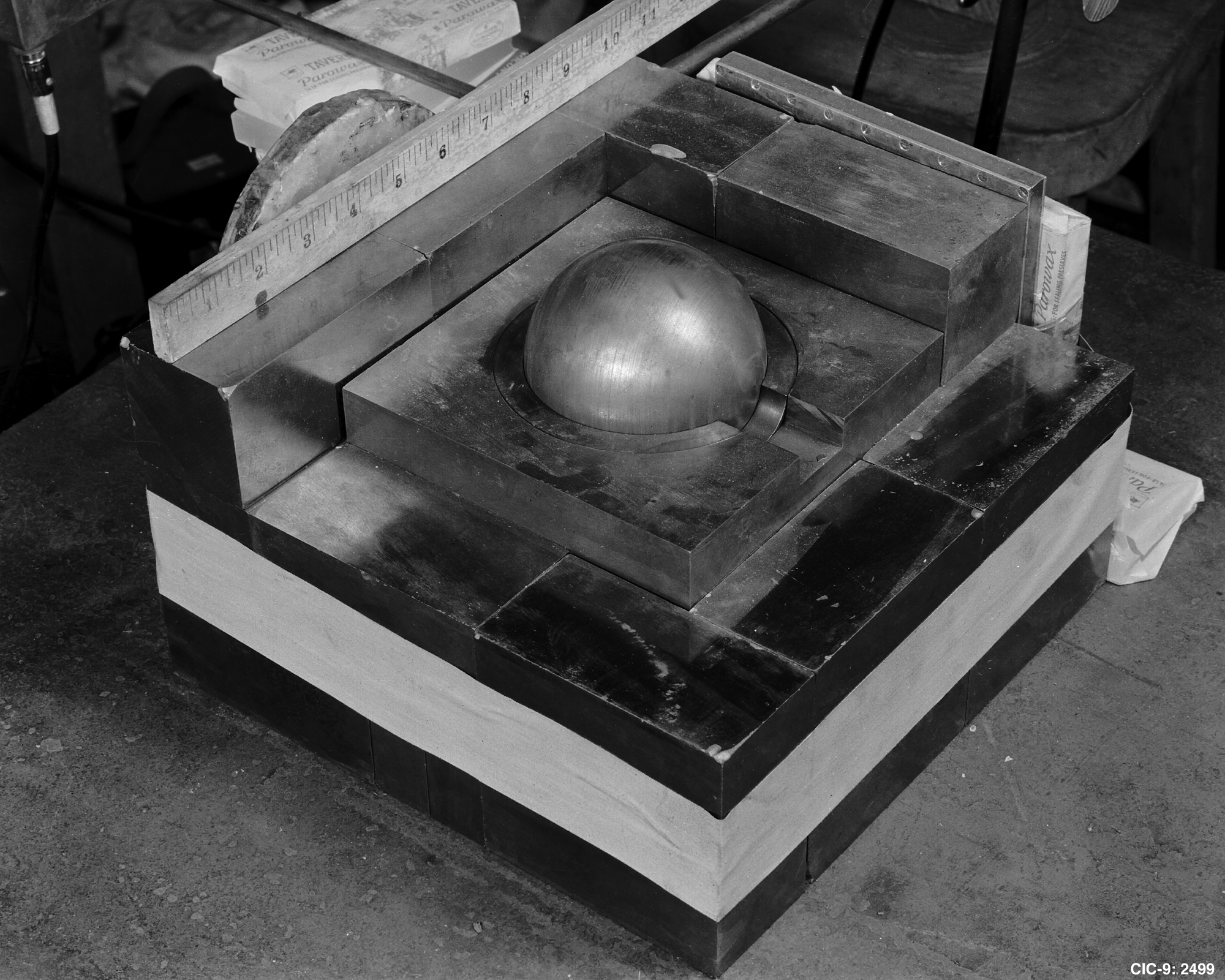
Une reproduction de l’accident de 1945. La sphère de plutonium est entourée par des blocs réflecteurs de neutrons en carbure de tungstène.

Bien que conçu pour avoir une petite marge de sécurité afin d'éviter son explosion, l'appareil devint brièvement supercritique lors de deux expériences différentes visant à s'assurer que le cœur était près du point critique. Chaque fois, il en résulta un grave syndrome d'irradiation aiguë qui entraîna la mort des scientifiques Harry Daghlian et Louis Slotin. Après ces accidents, on fit référence à cette sphère de plutonium en la surnommant « Demon core ». 

## Contexte historique
En 1941, des physiciens américains parviennent à synthétiser du plutonium à partir d'uranium. Les États-Unis décident de mettre en place le projet Manhattan, qui débouchera sur la conception de la bombe atomique. Le 16 juillet 1945, explose ainsi Gadget à Alamogordo au Nouveau-Mexique, la première bombe atomique de l'histoire, d'une puissance de 21 kt.
Les États-Unis décident alors de larguer deux bombes atomiques sur le Japon, le 6 août 1945 sur Hiroshima et le 9 août sur Nagasaki. Ces deux largages aboutissent à la capitulation du pays.

## Fabrication

### Principe de fonctionnement
En se désintégrant, le plutonium émet des neutrons, qui s'échappent et se dispersent dans l'espace. Mais si suffisamment de plutonium est réuni au même endroit, les neutrons percutent d'autres atomes de plutonium, lesquels à leur tour libèrent des neutrons, et ainsi de suite. Ces réactions autoentretenues forment une réaction en chaîne. Si la réaction en chaîne se déroule sur un temps très court, il se produit une explosion nucléaire.

### Synthèse du plutonium
Le plutonium est synthétisé à partir d'un mélange d'uranium 235 et 238. Il n'est pas présent dans la nature, mais permet d'obtenir des réactions en chaîne en regroupant de plus petites quantités de matériau qu'en recourant à l'uranium.

### Usinage duDemon core
Le Demon core (comme le deuxième cœur utilisé dans le bombardement de Nagasaki) était une sphère de 6,2 kg mesurant 8,9 cm de diamètre. Elle consistait en trois parties : deux hémisphères de plutonium-gallium et un anneau conçu pour éviter que le flux de neutron ne « gicle » hors de la jointure entre les deux hémisphères. Le cœur de l'appareil utilisé lors de l'essai nucléaire Trinity au champ de tir d'Alamogordo en juillet 1945 n'avait pas d'anneau,.
Le plutonium affiné était expédié du complexe nucléaire de Hanford, dans l'État de Washington, au laboratoire de Los Alamos ; un inventaire daté du 30 août 1945 montre que Los Alamos avait transféré « HS-1,2, 3, 4; R-1 » (les composants des bombes de Trinity et Fat Man) et avait en sa possession « HS-5, 6; R-2 » achevées et dans les mains du contrôle qualité. Les matériaux pour « HS-7, R-3 » étaient dans la section métallurgique et seraient prêts le 5 septembre. Les métallurgistes utilisèrent un alliage de plutonium et de gallium, ce qui stabilisa l'allotrope δ du plutonium pour qu'il puisse être pressé à chaud dans la forme désirée. Considérant que le plutonium s'oxyde rapidement, la sphère fut enrobée de nickel.
Le 10 août, le major général Leslie R. Groves écrivit au général de l'Armée, George C. Marshall, le Chef d'état-major, pour lui annoncer que :

« Il était prévu que la prochaine bombe de type implosion à être prête pour une largage sur la cible le premier jour ayant une bonne météo, après le 24 août 1945. Nous avons gagné quatre jours dans la fabrication et pensions expédier les composants finaux depuis le Nouveau-Mexique le 12 ou 13 août. Pourvu qu'il n'y ait pas de difficultés imprévues concernant la fabrication, le transport sur la scène, ou l'arrivée sur scène, la bombe devrait être prête à être larguée le premier jour de météo correcte après le 17 ou 18 août. »

Marshall ajouta en annotation « Elle ne doit pas être larguée sur le Japon sans l'autorisation expresse du président », car le président Harry S. Truman attendait de voir les effets des deux premières attaques. Le 13 août, il fut prévu que la troisième bombe soit prête le 16 août pour être larguée le 19. Le plan fut annulé à la suite de la capitulation du Japon le 15 août, alors que les préparatifs étaient en cours pour qu'elle soit transportée à Kirtland Field. Le troisième cœur demeura à Los Alamos.

## Premier accident
Le cœur était conçu pour être à « -5 cents », autrement dit, 5 % en dessous de la masse critique. Dans cet état, seule une petite marge de sécurité amortissait les effets de facteurs extérieurs pouvant augmenter la criticité. Celle-ci ne fut pas suffisante, et le cœur devint supercritique, puis « prompt critical », un bref état d'augmentation rapide d'énergie. Ces facteurs ne sont pas communs dans l'environnement, ce sont des circonstances, telles que la compression du cœur — ce qui sera plus tard utilisé comme méthode pour faire détoner la bombe —, l'ajout de matériau nucléaire, ou un réflecteur externe qui renverrait les neutrons émis au cœur. Les expériences menées à Los Alamos conduisant aux deux accidents fatals étaient conçues pour garantir que le cœur soit près du point critique, en disposant des réflecteurs et en enregistrant combien de neutrons réfléchis étaient nécessaires pour approcher de l'état supercritique.
Le 21 août 1945, le cœur de plutonium produisit une salve de neutrons qui atteignit le physicien Harry Daghlian. Daghlian fit une erreur alors qu’il travaillait seul à réaliser des expériences avec des réflecteurs de neutrons autour du cœur de plutonium. Le cœur était placé à l’intérieur d’une pile de briques réflectrices de neutrons en carbure de tungstène et chaque brique supplémentaire rapprochait l'assemblage du point critique. Alors qu’il essayait d’empiler une autre brique autour de l’assemblage, Daghlian la lâcha accidentellement sur le cœur et de ce fait mit celui-ci en état critique. Malgré le retrait rapide de cette brique de l’assemblage, Daghlian reçut une dose mortelle de radiations. Il mourut 25 jours plus tard d’un syndrome d'irradiation aiguë,.
Robert Hemmerly, un garde qui était dans le laboratoire au moment de cet accident, à trois ou quatre mètres du cœur, fut exposé à environ 31 röntgens (0,31 Gy) de rayons X doux (équivalents à 80 kV) et à moins de 1 röntgen (0,01 Gy) de rayons gamma. Hemmerly mourut d’une leucémie aigüe myéloïde 33 ans après ces faits à l’âge de 62 ans.

## Second accident

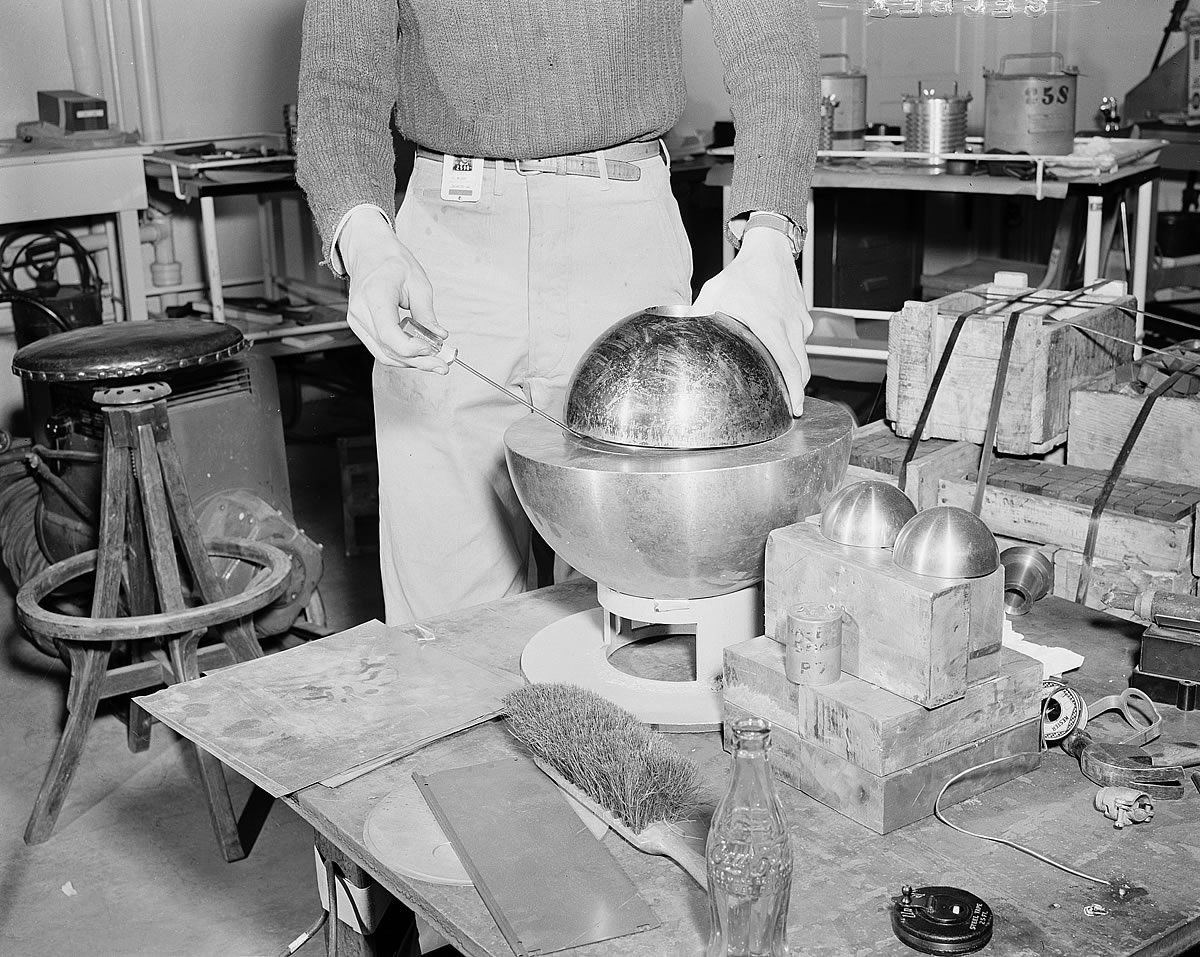
Une reproduction de l’accident de 1946. On ne voit pas le cœur. L'hémisphère de béryllium est soulevé avec un tournevis.

Le 21 mai 1946, dans un laboratoire de Los Alamos, le physicien Louis Slotin et sept autres scientifiques faisaient une expérience pour vérifier le point exact auquel une masse sous-critique de matières fissiles, ici le cœur de plutonium, pourrait devenir critique du fait de la position de réflecteurs de neutrons. Slotin devant quitter Los Alamos sous peu, il montrait la technique à Alvin C. Graves, qui l'utilisa dans un test final avant les tests de l'opération Crossroads prévus un mois plus tard. 
L’expérimentateur devait placer deux hémisphères de béryllium (un réflecteur de neutrons) autour du cœur à tester, puis abaisser à la main le réflecteur supérieur en le tenant par un trou avec le pouce. Pendant qu’on éloignait ou rapprochait les réflecteurs à la main, des détecteurs à scintillation mesuraient les variations d’activité du cœur. Laisser les deux hémisphères se refermer complètement aurait provoqué la formation instantanée d’une masse critique et une situation potentiellement mortelle. Avec le protocole non approuvé de Slotin, la seule chose qui évitait cela était l’extrémité d’un tournevis plat que le scientifique tenait de l’autre main. Slotin, qui donnait dans la bravade, en devint l’expert, réalisant cette expérience en une douzaine d’occasions différentes, souvent en blue-jeans de marque avec des bottes de cowboy, devant une salle pleine d’observateurs. Enrico Fermi aurait dit à Slotin et aux autres qu’ils seraient « morts dans l’année » s’ils continuaient à faire cela. Les scientifiques se référèrent à cette méthode impliquant de jouer avec la possibilité d'une réaction nucléaire en chaîne par l'expression « titiller la queue du dragon », issue d'une remarque du physicien Richard Feynman, pour qui cette expérience équivalait à « titiller la queue d'un dragon endormi »,.
Le jour de l'accident, pendant qu’il abaissait le réflecteur du dessus, le tournevis de Slotin glissa de quelques millimètres et le réflecteur entoura totalement le cœur. Instantanément, cela provoqua un flash de lumière bleue et une vague de chaleur qui traversèrent la peau de Slotin ; le cœur était devenu supercritique et avait provoqué une soudaine émission de neutrons. Il éloigna immédiatement les deux hémisphères, arrêtant ainsi la réaction en chaîne, ce qui sauva probablement la vie des autres hommes présents dans le laboratoire. Le corps de Slotin, par sa position au-dessus du dispositif, protégea aussi les autres personnes d’une bonne partie du flux de neutrons. Lui-même reçut une dose mortelle — 1 000 rad (10 Gy) de neutrons et 114 rad (1,14 Gy) de rayons gamma — en moins d’une seconde et mourut neuf jours plus tard d’un syndrome d'irradiation aiguë. Le physicien le plus proche de Slotin, Alvin C. Graves, regardait par-dessus l’épaule de Slotin, ce qui le protégea partiellement. Atteint par une forte dose de radiations, Graves fut hospitalisé pendant plusieurs semaines pour cette irradiation sévère. Il développa des problèmes neurologiques et oculaires chroniques. Il mourut 20 ans plus tard d’une crise cardiaque. Celle-ci fut peut-être la conséquence de complications cachées de son exposition aux radiations, mais pouvait aussi être de cause génétique, étant donné que son père était mort de la même manière.
Les six autres personnes présentes dans la pièce étaient assez éloignées du dispositif pour éviter des dommages mortels, mais elles souffrirent toutes d’autres complications à la suite de l’accident. Deux d'entre elles connurent une vie sérieusement abrégée et moururent plus tard de complications induites par les irradiations : leucémie (à l’âge de 42 ans, 18 ans après l’accident) et anémie aplasique clinique,,.
L'accident fut rapporté par l'Associated Press le 26 mai 1946 : « Quatre hommes blessés par exposition accidentelle à des radiations ici [Los Alamos] dans un laboratoire atomique du gouvernement sont sortis de l'hôpital et la « condition immédiate » de quatre autres est satisfaisante, a rapporté aujourd'hui l'armée. Le Dr Norris E. Bradbury, directeur du projet, raconta que les hommes ont été blessés mardi dernier, lors de ce qu'il a décrit comme une expérience avec des matériaux fissiles ».
Après l’accident de Slotin, les expériences de criticité faites à la main furent arrêtées et on fabriqua des machines contrôlées à distance pour réaliser de telles manipulations, le personnel restant en sécurité.

## Essai nucléaire

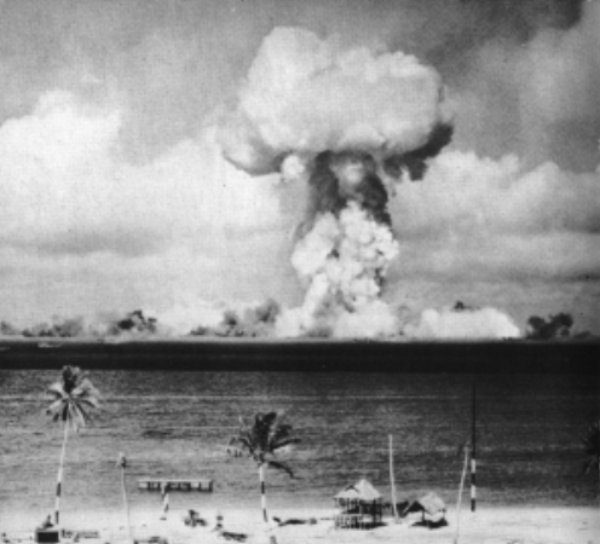
Le 1 juillet 1946, l'explosion Able a dégagé une puissance équivalente à 23 kilotonnes de TNT.

Il était prévu que le Demon core fût utilisé pendant les tests nucléaires de l'opération Crossroads, mais après l'accident de criticité, il fallut allonger les délais pour que sa radioactivité diminue. Les deux cœurs suivants furent expédiés et utilisés lors des essais Able et Baker, et il fut programmé que le Demon core fût utilisé lors du troisième test de la série, nommé Charlie. Toutefois, le test fut annulé du fait de niveaux inattendus de radioactivité résultant du test sous-marin Baker et de l'incapacité à décontaminer les navires cibles. Le cœur fut plus tard fondu et le matériau recyclé pour d'autres cœurs.